# Водне поло на літніх Олімпійських іграх 1960
Змагання з водного поло на літніх Олімпійських іграх 1960 в Римі тривали з 25 серпня до 3 вересня в Трояндовому басейні і Олімпійському плавальному стадіоні. 16 чоловічих збірних розіграли 1 комплект нагород.
У попередньому раунді збірні поділили на чотири групи. Два перші місця з кожної групи сформували дві півфінальні групи. Два перші місця з кожної півфінальної групи сформували фінальну групу для визначення місць з 1-го по 4-те.

## Кваліфікація[3]
| Дисципліна                                       | Дати                         | Господарі | К-ть квот | Кваліфікувалися                                                      |
| ------------------------------------------------ | ---------------------------- | --------- | --------- | -------------------------------------------------------------------- |
| Країна-господарка                                | 15 червня 1955               | Париж     | 1         | Італія                                                               |
| Літні Олімпійські ігри 1956                      | 28 листопада — 7 грудня 1956 | Мельбурн  | 6         | Угорщина Югославія СРСР США Об'єднана німецька команда (EUA) Румунія |
| Океанійський кваліфікаційний турнір              | 24 лютого 1960               | Мельбурн  | 1         | Австралія                                                            |
| Кваліфікаційний турнір Європи і Середнього Сходу | 18 червня 1960               | Загреб    | 1         | Єгипет                                                               |
| Кваліфікаційний турнір Європи і Середнього Сходу | 25—26 червня 1960            | Гронінген | 1         | Бельгія                                                              |
| Кваліфікаційний турнір Європи і Середнього Сходу | 26 червня 1960               | Камольї   | 1         | Франція                                                              |
| Американський кваліфікаційний турнір             |                              |           | 2         | Бразилія                                                             |
| Американський кваліфікаційний турнір             | Аргентина                    |           | 2         |                                                                      |
| Азійський кваліфікаційний турнір                 |                              |           | 1         | Японія                                                               |
| Африканський кваліфікаційний турнір              |                              |           | 1         | ПАР                                                                  |
| Вайлд-кард                                       |                              |           | 1         | Нідерланди                                                           |
| Загалом                                          |                              |           | 16        |                                                                      |

## Медалісти
| Золото | Срібло | Бронза |
| Італія (ITA) Амедео Амброн Даніо Барді Джузеппе Д'Альтруї Сальваторе Джонта Джанкарло Ґуерріні Франко Лавораторі Джанні Лонці Луїджі Маннеллі Розаріо Пармеджані Еральдо Піццо Данте Россі Брунелло Спінеллі | СРСР (URS) Віктор Агеєв Ґіві Чікваная Лері Ґоґоладзе Борис Гойхман Юрій Григоровський Анатолій Карташов В'ячеслав Курінний Петро Мшвенієрадзе Володимир Новиков Євген Сальцин Володимир Семенов | Угорщина (HUN) Андраш Боднар Отто Борош Золтан Деметер Ласло Фелкаї Дєже Дярматі Іштван Хевеші Ласло Єней Тівадар Каніжа Дєрдь Карпаті Андраш Катона Янош Конрад Кальман Марковіц Міхай Маєр Петер Рушоран |

## Підсумки

### Група A
| Поз | Команда | І | В | Н | П | ГЗ | ГП | РГ  | О | Кваліфікація |
| --- | ------- | - | - | - | - | -- | -- | --- | - | ------------ |
| 1   | Італія  | 3 | 3 | 0 | 0 | 21 | 8  | +13 | 6 |              |
| 2   | Румунія | 3 | 2 | 0 | 1 | 12 | 5  | +7  | 4 |              |
| 3   | Японія  | 3 | 0 | 1 | 2 | 5  | 15 | −10 | 1 |              |
| 4   | Єгипет  | 3 | 0 | 1 | 2 | 7  | 17 | −10 | 1 |              |

### Група B
| Поз | Команда                          | І | В | Н | П | ГЗ | ГП | РГ  | О | Кваліфікація |
| --- | -------------------------------- | - | - | - | - | -- | -- | --- | - | ------------ |
| 1   | СРСР                             | 3 | 3 | 0 | 0 | 20 | 10 | +10 | 6 |              |
| 2   | Об'єднана німецька команда (EUA) | 3 | 2 | 0 | 1 | 15 | 9  | +6  | 4 |              |
| 3   | Аргентина                        | 3 | 0 | 1 | 2 | 7  | 14 | −7  | 1 |              |
| 4   | Бразилія                         | 3 | 0 | 1 | 2 | 7  | 16 | −9  | 1 |              |

### Група C
| Поз | Команда                    | І | В | Н | П | ГЗ | ГП | РГ  | О | Кваліфікація |
| --- | -------------------------- | - | - | - | - | -- | -- | --- | - | ------------ |
| 1   | Югославія                  | 3 | 3 | 0 | 0 | 15 | 4  | +11 | 6 |              |
| 2   | Нідерланди                 | 3 | 1 | 1 | 1 | 9  | 8  | +1  | 3 |              |
| 3   | Південно-Африканський Союз | 3 | 1 | 1 | 1 | 7  | 12 | −5  | 3 |              |
| 4   | Австралія                  | 3 | 0 | 0 | 3 | 7  | 14 | −7  | 0 |              |

### Група D
| Поз | Команда  | І | В | Н | П | ГЗ | ГП | РГ  | О | Кваліфікація |
| --- | -------- | - | - | - | - | -- | -- | --- | - | ------------ |
| 1   | Угорщина | 3 | 3 | 0 | 0 | 27 | 9  | +18 | 6 |              |
| 2   | США      | 3 | 2 | 0 | 1 | 17 | 13 | +4  | 4 |              |
| 3   | Франція  | 3 | 1 | 0 | 2 | 10 | 23 | −13 | 2 |              |
| 4   | Бельгія  | 3 | 0 | 0 | 3 | 8  | 17 | −9  | 0 |              |

## Півфінали

### Група A
| Поз | Команда                          | І | В | Н | П | ГЗ | ГП | РГ | О | Кваліфікація |
| --- | -------------------------------- | - | - | - | - | -- | -- | -- | - | ------------ |
| 1   | Італія                           | 3 | 3 | 0 | 0 | 9  | 3  | +6 | 6 |              |
| 2   | СРСР                             | 3 | 2 | 0 | 1 | 8  | 8  | 0  | 4 |              |
| 3   | Румунія                          | 3 | 0 | 1 | 2 | 8  | 10 | −2 | 1 |              |
| 4   | Об'єднана німецька команда (EUA) | 3 | 0 | 1 | 2 | 7  | 11 | −4 | 1 |              |

### Група B
| Поз | Команда    | І | В | Н | П | ГЗ | ГП | РГ | О | Кваліфікація |
| --- | ---------- | - | - | - | - | -- | -- | -- | - | ------------ |
| 1   | Югославія  | 3 | 3 | 0 | 0 | 10 | 4  | +6 | 6 |              |
| 2   | Угорщина   | 3 | 2 | 0 | 1 | 11 | 5  | +6 | 4 |              |
| 3   | США        | 3 | 1 | 0 | 2 | 11 | 19 | −8 | 2 |              |
| 4   | Нідерланди | 3 | 0 | 0 | 3 | 8  | 12 | −4 | 0 |              |

## Фінальний раунд
| Поз | Команда   | І | В | Н | П | ГЗ | ГП | РГ | О | Кваліфікація |
| --- | --------- | - | - | - | - | -- | -- | -- | - | ------------ |
| 1   | Італія    | 3 | 2 | 1 | 0 | 7  | 4  | +3 | 5 |              |
| 2   | СРСР      | 3 | 1 | 1 | 1 | 7  | 8  | −1 | 3 |              |
| 3   | Угорщина  | 3 | 0 | 2 | 1 | 7  | 8  | −1 | 2 |              |
| 4   | Югославія | 3 | 1 | 0 | 2 | 6  | 7  | −1 | 2 |              |

## Підсумкове положення
| Місце | Країна                           |
| ----- | -------------------------------- |
| 1     | Італія (ITA)                     |
| 2     | СРСР (URS)                       |
| 3     | Угорщина (HUN)                   |
| 4     | Югославія (YUG)                  |
| 5     | Румунія (ROU)                    |
| 6     | Об'єднана німецька команда (EUA) |
| 7     | США (USA)                        |
| 8     | Нідерланди (NED)                 |
| 9     | ПАР (RSA)                        |
| 10    | Франція (FRA)                    |
| 11    | Аргентина (ARG)                  |
| 12    | Бразилія (BRA)                   |
| 13    | ОАР (UAR)                        |
| 14    | Японія (JPN)                     |
| 15    | Австралія (AUS)                  |
| 16    | Бельгія (BEL)                    |